# Хоакім Ріфе
Хоакім Ріфе (ісп. Joaquim Rifé, нар. 4 лютого 1942, Барселона) — іспанський футболіст, що грав на позиції півзахисника. По завершенні ігрової кар'єри — футбольний тренер.
Виходив на поле у футболці «Барселони» 527 разів. Один з найкращих персональщиків свого часу. Ріфе славився своїм універсалізмом. Міг зіграти як на краю оборони, так і опорного півзахисника. Після закінчення кар'єри очолив основну команду і привів її до виграшу Кубка Кубків УЄФА у 1979 році.

## Клубна кар'єра
У дорослому футболі дебютував 1962 року виступами за команду «Хімнастік», в якій провів один сезон.
1963 року перейшов до «Барселони», за яку відіграв 13 сезонів. Більшість часу, проведеного у складі «Барселони», був основним гравцем команди. За цей час виборов титул чемпіона Іспанії, двічі ставав володарем Кубка ярмарків. Завершив професійну кар'єру футболіста виступами за «Барселону» у 1976 році.

## Виступи за збірну
1968 року дебютував в офіційних матчах у складі національної збірної Іспанії. Протягом кар'єри у національній команді, яка тривала усього 3 роки, провів у формі головної команди країни лише 4 матчі, забивши 1 гол.

## Кар'єра тренера
Після завершення ігрової кар'єри увійшов до тренерського штабу «Барселони», а в кінці сезону 1978/79 взяв на себе обов'язки головного тренера «блаугранас» і привів її до виграшу Кубка Кубків УЄФА у 1979 році.
Останнім місцем тренерської роботи був клуб «Леванте», головним тренером команди якого Хоакім Ріфе був 1981 року.

## Титули і досягнення

### Як гравця
- Чемпіон Іспанії (1):

«Барселона»: 1973/74
- Володар Кубка Іспанії (2):

«Барселона»: 1967/68, 1970/71
- Володар Кубка ярмарків (2):

«Барселона»: 1965/66, 1971

### Як тренера
- Володар Кубка Кубків УЄФА (1):

«Барселона»: 1978/79